# Kapitan korvete (Bundesmarine)
Kapitan korvete (izvirno nemško Korvettenkapitän; okrajšava: KKpt; kratica: KK) je častniški čin v Bundesmarine (v sklopu Bundeswehra). Čin je enakovreden činu podpolkovnika (Heer in Luftwaffe) in specialističnima činoma Flottillenarzta (vojaška medicina) ter Flottillenapothekerja (vojaška farmacija).
Nadrejen je činu štabnega kapitanporočnika in podrejen činu kapitana fregate. V sklopu Natovega STANAG 2116 spada v razred OF-3, medtem ko v zveznem plačilnem sistemu sodi v razred A13.
V skladu z zakonodajo je častnik povišan v čin kapitana korvete po končanju Učnega tečaja za štabne častnike in po osmih letih častniške službe.

## Oznaka čina
Oznaka čina, ki je sestavljena iz treh debelejših zlatih črt in ene zlate zvezde, je v dveh oblikah: narokavna oznaka (na spodnjem delu rokava) in naramenska (epoletna) oznaka.
Galerija
- Narokavna oznaka
- Naramenska (epoletna) oznaka